# Мелнлике
Мелнлике (швед. Mölnlycke) град је у Шведској, у југозападном делу државе. Град је у оквиру Вестра Јеталанд округа и једно од значајнијих средишта округа. Партиле је истовремено и седиште Општине Харида.
Мелнлике је данас југоисточно предграђе Гетеборга. Близу Мелнликеа је смештен главни аеродром града Гетеборга, Аеродром „Ландветер“.

## Природни услови
Град Мелнлике се налази у југозападном делу Шведске и Скандинавског полуострва. Од главног града државе, Стокхолма, град је удаљен 470 км југозападно. Од првог већег града, Гетеборга, град се налази свега 10 км југоисточно.
Мелнлике се развио близу обале Скагерака, великог залива Северног мора. Кроз насеље протиче река Мелндалсон, која у области града прави неколико мањих језера. Градско подручје је веома покренуто и брдовито, са надморском висином од 50-110 м.

## Историја
Подручје Мелнликеа било је насељено још у време праисторије. Насеље је вековима било село без већег значаја.
Развој Мелнликеа започиње у 19. веку са развојем индустрије и проласком железнице. 1863. године насеље постаје седиште општине. Још бурнији развој забележен у другој половини 20. века када Мелндал постаје велико предграђе Гетеборга.

## Становништво
Мелнлике је данас град средње величине за шведске услове. Град има око 15.000 становника (податак из 2010. г.), а градско подручје, тј. истоимена општина има око 35.000 становника (податак из 2012. г.). Последњих деценија број становника у граду брзо расте.
До средине 20. века Мелнлике су насељавали искључиво етнички Швеђани. Међутим, са јачањем усељавања у Шведску, становништво града је постало шароликије.

## Привреда
Данас је Мелнлике савремени град са посебно развијеном индустријом. Последње две деценије посебно се развијају трговина, услуге и туризам.

## Збирка слика
- Градска пешачка улица
- Градска аутобуска станица
- Венделсбершка висока школа